# Rete tranviaria di Rostock
La rete tranviaria di Rostock è la rete tranviaria che serve la città tedesca di Rostock. È composta da sei linee.